# Catherine Curtin
Catherine Curtin é uma atriz norte-americana, conhecido pela participação na série Orange Is the New Black.